# Keménylombú erdő

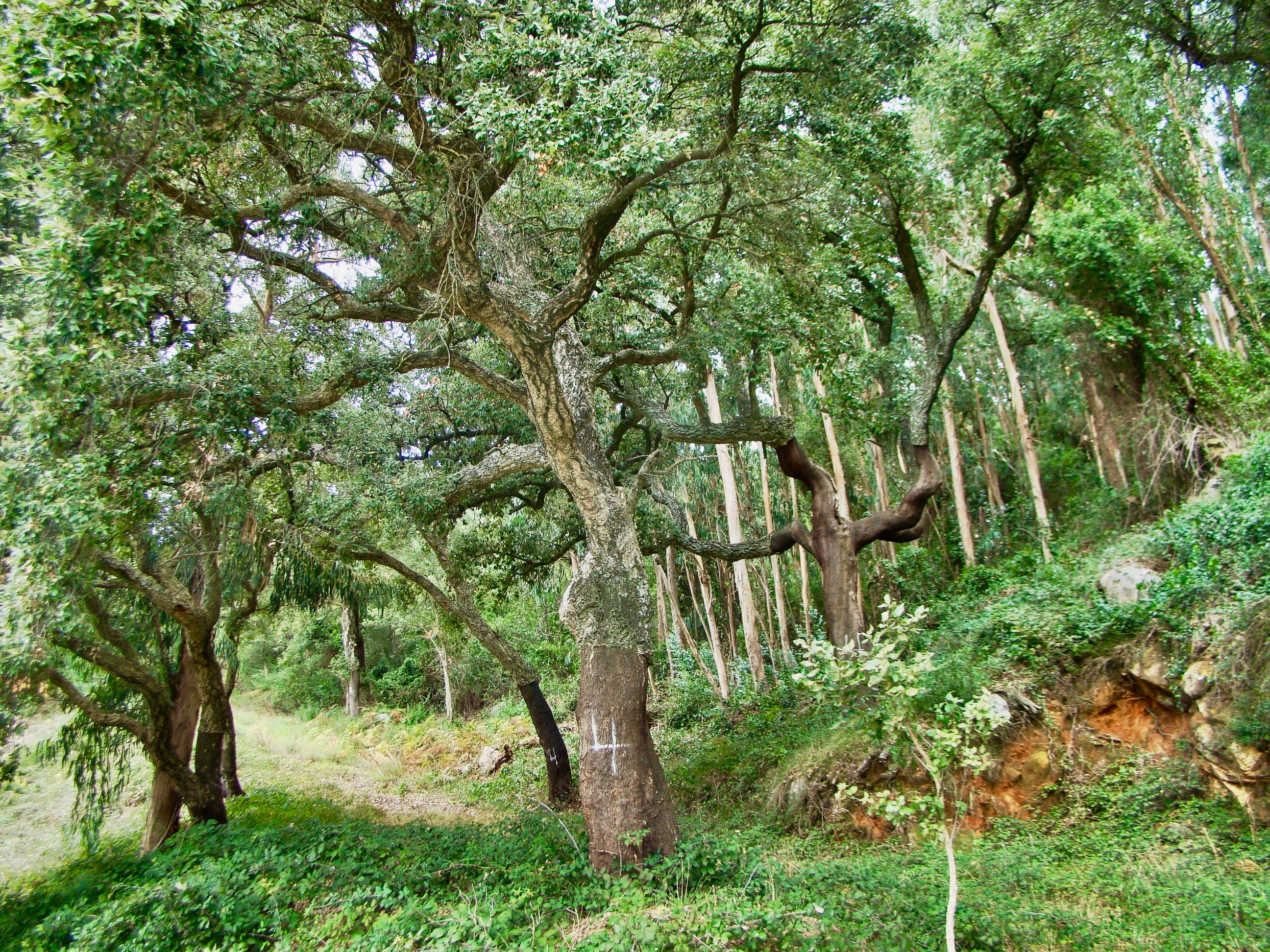
Paratölgyes erdő Portugáliában

A keménylombú erdő (Durilignosa) a mediterrán éghajlat zonális növénytársulása. Nevét onnan kapta, hogy jellemző fafajainak levelében sok a szilárdító szövet.

## Elterjedése
Az északi, illetve a déli szélesség nagyjából 30°–40° között természetes növénytakaróként a kontinensek nyugati felét és a környező szigeteket borította az ember beavatkozása előtt. Legnagyobb kiterjedését a Földközi-tenger partvidékén érte el. Előfordul még:
- Dél-Afrikában a Fokföldön,
- Ausztrália déli partjának két szakaszán;
- az Amerikai Egyesült Államokban Kalifornia és Dél-Oregon partvidékén, valamint
- Chilében az Atacama-sivatagtól délre (átnyúlik Argentínába).

Ezeken a területeken az évi középhőmérséklet közepesen magas, az évi hőingás kicsi. Az éves csapadék 500–1000 mm; ennek nagy része az enyhe téli időszakban esik, a nyarat pedig a közeli sivatagokról érkező, száraz, forró légtömegek uralják.

## A növényzet jellemzői
A forró, száraz nyár ellen egyes fásszárúak, mint például az európai olajfa (Olea europaea) fényes vagy erősen szőrös, apró, kemény szklerofil levelekkel védekeznek. Más fajok, mint például a jeneszter (Spartium junceum) főleg a szárukkal asszimilálnak. A fák rügyei alig védettek. Feltűnőek a lágy szárú hemikriptofiton és geofiton évelők, valamint az egynyáriak. Az intenzív növekedés időszaka a tavasz és az ősz. A keménylombú erdők aljnövényzetében sok az örökzöld, szúrós és/vagy illatos levelű cserje.
Az egykori erdőket sokfelé kivágták; felújulásukat pedig megakadályozta a legeltetés (ritkábban a földművelés). Az erodált, elvékonyodott talajtakaró jellemző növényzete a gyakori bozóttüzeket jól tűrő, másodlagos cserjés, a macchia. A szárazabb termőhelyeken ennek döntően tüskés növények uralta, nyíltabb, letörpült változata, a frigana, illetve garrigue nő. E területek jellemző talajtípusa a kevés tápanyagot tartalmazó terra rossa (vörösföld).
A keménylombú erdő rendszerint háromszintes:
- lombkoronaszint (10–20 m);
- cserjeszint (5–10 m);
- gyepszint.

A fák többsége örökzöld; a lombhullató fajok jelentősége alárendelt. A vastag, kemény, bőrszerű leveleket gyakran növényi szőr vagy viaszréteg borítja; gyakran tüskések. A sejtjeikben felhalmozott pentózok (öt szénatomos cukrok) és különleges nyálkaanyagok lehetővé teszik, hogy a felhalmozott vizet akár évekig is megőrizzék.

### A Földközi-tenger nyugati medencéje
Jellegzetes erdőalkotó fái:
- paratölgy (Quercus suber),
- magyaltölgy (Quercus ilex),
- nyugati tölgy (Quercus occidentalis),
- szelídgesztenye (Castanea sativa),
- szamócafa (Arbutus unedo),
- törpepálma (Chamaerops humilis),
- akácia (Acacia spp.) az Atlasz-hegységben,
- atlaszcédrus (Cedrus libani ssp. atlantica) az Atlasz-hegységben,
- numídiai jegenyefenyő (Abies numidica) az Atlasz-hegységben,
- tengerparti fenyők is:
  - mandulafenyő (Pinus pinea);
  - parti fenyő (Pinus pinaster),
  - aleppóifenyő (Pinus halapensis).

A cserjeszintben:
- boróka (Juniperus sp.),
- nemes babér (Laurus nobilis),
- leander (Nerium oleander),
- mirtusz (Myrtus spp.).
- örökzöld puszpáng (Buxus sempervirens),
- levendula (Lavandula spp.),
- rozmaring (Rosmarinus spp.),
- zsálya (Salvia spp.),
- varjútövis (Rhamnus catharticus)
- szúrós csodabogyó (Ruscus aculeatus).

A gyepszint növényei:
- kankalin (Primula spp.),
- kőtörőfűfélék (Saxifragaceae),
- kakukkfű (Thymus spp.),
- halfafű (Stipa tenacissima) az Atlasz-hegység déli lejtőin,
- mezei tikszem (Anagallis arvensis),
- mécsvirág (Melandrium spp.),
- gyújtoványfű (Linaria spp.),
- csillagfürt (Lupinus spp.),
- krizantém (Chrysanthemum spp.),
- liliomfélék (Liliaceae),
- talajlakó orchideák (Orchidaceae),
- ciklámen (Cyclamen spp.),
- nőszirom (Iris spp.),
- dicktölgy (Possziddisz).

### A Földközi-tenger keleti medencéje
Jellegzetes erdőalkotó fái:
- keleti platán (Platanus orientalis),
- komlógyertyán (Ostrya carpinifolia),
- magyaltölgy (Quercus ilex),
- bíborgubacstölgy (Quercus coccifera),
- keleti aleppófenyő (Pinus brutia)
- tengeri fenyő (Pinus pinaster)
- kilíkiai jegenyefenyő (Abies cilicica),
- ciprus (Cypress spp.),
- feketefenyő (Pinus nigra),
- libanoni cédrus (Cedrus libani).

A cserjeszintben:
- olajfagyal (Phyllirea angustifolia),
- pisztácia (Pistacia vera),
- nemes babér (Laurus nobilis),
- levendula (Lavandula spp.),
- rozmaring (Rosmarinus spp.),
- zsálya (Salvia spp.),
- mirtusz (Myrtus spp.),
- jázmin (Jasminum spp.),
- krisztustövis (Paliurus spina-christi),
- varjútövis (Rhamnus catharticus)
- szúrós csodabogyó (Ruscus aculeatus).

Jellemző termesztett növényei:
- európai olajfa (Olea europaea),
- citrus fajok, (Citrus spp.)
- füge (Ficus carica),
- pisztácia (Pistacia vera),
- bortermő szőlő (Vitis vinifera),
- pisztácia (Pistacia spp.).

A gyepszint növényei:
- kakastaréj (Pedicularis spp.),
- kőtörőfűfélék (Saxifragaceae),
- sáfrány (Crocus spp.).
- mezei tikszem (Anagallis arvensis),
- mécsvirág (Melandrium spp.),
- gyújtoványfű (Linaria spp.),
- csillagfürt (Lupinus spp.),
- krizantém (Chrysanthemum spp.).
- liliomfélék (Liliaceae),
- talajlakó orchideák (Orchidaceae).
- ciklámen (Cyclamen spp.),
- nőszirom (Iris spp.),

### Kalifornia (chaparral)
Jellegzetes erdőalkotó fái:
- óriás tuja (Thuja plicata),
- cukorfenyő (Pinus lambertiana),
- örökzöld mamutfenyő (Sequoia sempervirens),
- óriás mamutfenyő (Sequoiadendron giganteum),
- nyugati platán (Platanus occidentialis, a folyók mentén);
- tölgy (Quercus spp.) örökzöld fajai;
- szürkefenyő (Pinus sabiniana).
- sárgafenyő (Pinus ponderosa var. ponderosa),
- gyantáscédrus (Libocedrus decurrens),
- zöld duglász (Pseudotsuga menziesii var. viridis)
- madrona (Arbutus menziesii),
- fekete tölgy (Quercus kelloggii, lombhullató).

A cserjeszintben jellemző:
- medveszőlő (Arctostaphylos spp.),
- kaliforniai orgona (Ceanothus spp.),
- ernyősbabér (Umbellularia spp.),
- kaliforniai vadgesztenye (Aesculus californica),
- nyugati júdásfa (Cercis occidentalis).

### Chile–Argentína (matorral)
Jellemzően nyitvatermők, főleg:
- araukária (Araucaria spp.)

### Ausztrália (mallee)
- eukaliptusz (Eucalyptus spp.),
  - Eucalyptus marginata,
  - Eucalyptus diversicolor stb.).
- próteafélék (Proteaceae)

### Fokföld (fynbosch)
- hanga (Erica spp.)
- prótea (Protea spp.)